# Argia munda
Argia munda là một loài chuồn chuồn kim trong họ Coenagrionidae.
Argia munda được Calvert miêu tả khoa học năm 1902.